# 章水镇
章水镇，是中华人民共和国浙江省宁波市海曙区下辖的一个乡镇级行政单位，因樟溪（又称章水）而得名:107，因是鄞西平原通往四明山的咽喉要道，故有“四明锁钥”之称。

## 历史
周朝时属鄞，秦朝始属句章县，唐朝属鄞县，宋、元、明、清时称通远乡，民国时称樟蜜乡、大皎乡、杖锡乡，1949年5月设立樟水区，1950年5月大皎乡分出梅溪乡，樟蜜乡分出蜜岩乡、樟村乡，9月大皎乡分出赤水乡，1952年8月，樟村乡改为樟村镇，1956年6月梅溪乡并入大皎乡，蜜岩乡与樟村镇合并设立樟蜜乡，1958年10月樟水区改为四明山（樟水）人民公
社，樟蜜乡、大皎乡、赤水乡、杖锡乡改为郑家、樟村、蜜岩、大皎、赤水、杖锡大队（管理区），1960年9月，郑家大队并入樟村大队，蜜岩大队并入大皎大队，1961年6月改为樟村、大皎、杖锡3个公社，赤水大队、杖锡大队并为杖锡公社，属鄞江区，1963年3月，杖锡公社分为赤水、杖锡2个公社，5月恢复樟水区，樟村、大皎、杖锡、赤水4个公社属樟水区，1970年7月撤销大皎公社，所属14个大队分别划给赤水公社、樟村公社，1972年2月，复设大皎公社，1983年6月改为樟村乡、大皎乡、杖锡乡、赤水乡，1985年8月，樟村乡改为章水镇，1992年5月撤销樟水区，大皎乡、赤水乡并入章水镇，2003年6月杖锡乡并入章水镇:107、490，2016年9月划归海曙区管辖。

## 行政区划
章水镇下辖以下地区：
章水社区、郑家村、樟村、崔岙村、蜜岩村、大皎村、茅镬村、低坪村、箭峰村、李家坑村、章溪村、朱梅村、许岩村、童皎村、杜岙村、梅陇村、字岩下村、赤水村、杖锡村、燕麻村和里梅村。

## 中国传统村落
2014年11月17日，李家坑村、蜜岩村列入第三批中国传统村落。